# Heinrich Butte
Heinrich Butte (* 30. Mai 1886 in Kassel; † 13. Juni 1963 ebenda) war ein deutscher Bibliothekar.

## Leben
Butte studierte Germanistik, Geschichte und Geographie in Marburg, Heidelberg und München. 1910 wurde er in Marburg promoviert. Ab 1912 war er Volontär in der Landesbibliothek in Kassel, bevor er von 1915 bis 1918 Kriegsdienst im Ersten Weltkrieg leisten musste. Nach dem Krieg arbeitete er ab 1919 als Archivar und Bibliothekar in der Stadtbibliothek und im Stadtarchiv Dresden. Butte half, die Bibliothek zu einer wissenschaftlich-öffentlichen Bibliothek auszubauen. Im Zweiten Weltkrieg sicherte er zahlreiche Bestände durch Auslagerung. Im Februar 1945 wurde Butte Leiter des Stadtarchivs und der Stadtbibliothek. Im Herbst 1945 musste er seine Ämter aufgrund seiner NSDAP-Mitgliedschaft jedoch wieder abgeben, er blieb jedoch noch bis März 1946 Angestellter der Stadtbibliothek. Am 31. Oktober 1951 wurde die Stadtbibliothek geschlossen, die Bestände auf Dresdner Bibliotheken, z. B. die Sächsische Landesbibliothek und die Städtischen Bibliotheken, verteilt. 1959 kehrte Butte in seine Heimatstadt Kassel zurück.

## Veröffentlichungen (Auswahl)
- Stift und Stadt Hersfeld im 14. Jahrhundert: mit einem Anhang: Die Stadt Hersfeld bis zum Beginn des 15. Jahrhunderts und 14 Urkundenbeilagen. Elwert, Marburg 1911 (Zugl.: Marburg, Univ., Diss., 1910).
- Berthold von Völkershausen Fürstabt von Hersfeld: ein Lebensbild aus d. 14. Jh. Vortr. geh. zu Hersfeld 1911. Westphal, Hersfeld 1911 (Bilder aus Hersfelds Vergangenheit; 3).
- Archive und Familienforschung. In: Archivstudien. Festschrift f. W. Lippert. 1931
- Hans Beschorner (Hrsg.): Archivstudien: Zum 70. Geburtstage von Woldemar Lippert mit Unterstützung der Wilhelm und Bertha v. Baensch Stiftung. Baensch-Stiftung, Dresden 1931, S. 61–71 (Digitalisat)
- Der Familienforscher und die Archive. In: Mitteilungen des Roland. Verein zur Förderung der Stamm-, Wappen- und Siegelkunde. Jg. 17, Nr. 2/3, 1932, S. 11–14.
- zusammen mit Alwin Patzig und Gabriele Patzig: Festschrift zur Vierteljahrtausend-Feier des Stadtwaisenhauses zu Dresden am 31. August / 1. September, 1685/1935. Enke & Schröder, Magdeburg 1935 (Digitalisat)
- Daniel Greser: eines Hessen in Sachsen erfülltes Leben. In: Jahrbuch der Hessischen Kirchengeschichtlichen Vereinigung. Bd. 2, 1951, S. 144–171.
- Urkundenstudien zur Geschichte des frühmittelalterlichen Einflusses des Bistums Meissen auf die Ober- und Niederlausitz. In: Wissenschaftliche Zeitschrift der Technischen Hochschule Dresden. Bd. 5, 1955/56, S. 1125–1132.
- Geschichte Dresdens bis zur Reformationszeit. Aus dem Nachlaß hrsg. von Herbert Wolf. (= Mitteldeutsche Forschungen. 54). Böhlau, Köln u. a. 1967.